# Airopsis
Airopsis, monotipski rod jednogodišnje trave iz podtribusa Brizinae, dio tribusa Aveneae. Jedina vrsta je A. tenella, terofit iz središnjeg i zapadnog Mediterana Europe i Afrike.

## Sinonimi
- za rod
  - Aeropsis Asch. & Graebn.
  - Sphaerella Bubani
- za vrstu
  - Aeropsis tenella (Cav.) Asch. & Graebn.
  - Agrostis tenella (Cav.) Poir.
  - Aira globosa Thore
  - Airopsis globosa (Thore) Desv.
  - Milium tenellum Cav.
  - Paspalum globosum (Thore) Raspail
  - Sphaerella pumila Bubani